# Prokatedra Najświętszej Marii Panny w Dublinie
Prokatedra Najświętszej Marii Panny w Dublinie (irl. Leas-Ardeaglais Naomh Muire, ang. Saint Mary’s Pro-Cathedral in Dublin) – kościół arcybiskupi archidiecezji dublińskiej w Irlandii. Świątynia została zbudowana w stylu neoklasycystycznym w latach 1814–1825. Prokatedra mieści się przy ulicy Marlborough Street w Dublinie.
Status prokatedry związany jest z oczekiwaniem na zwrot Kościołowi katolickiemu niegdyś katolickiej, a obecnie protestanckiej katedry św. Patryka w Dublinie.

## Galeria

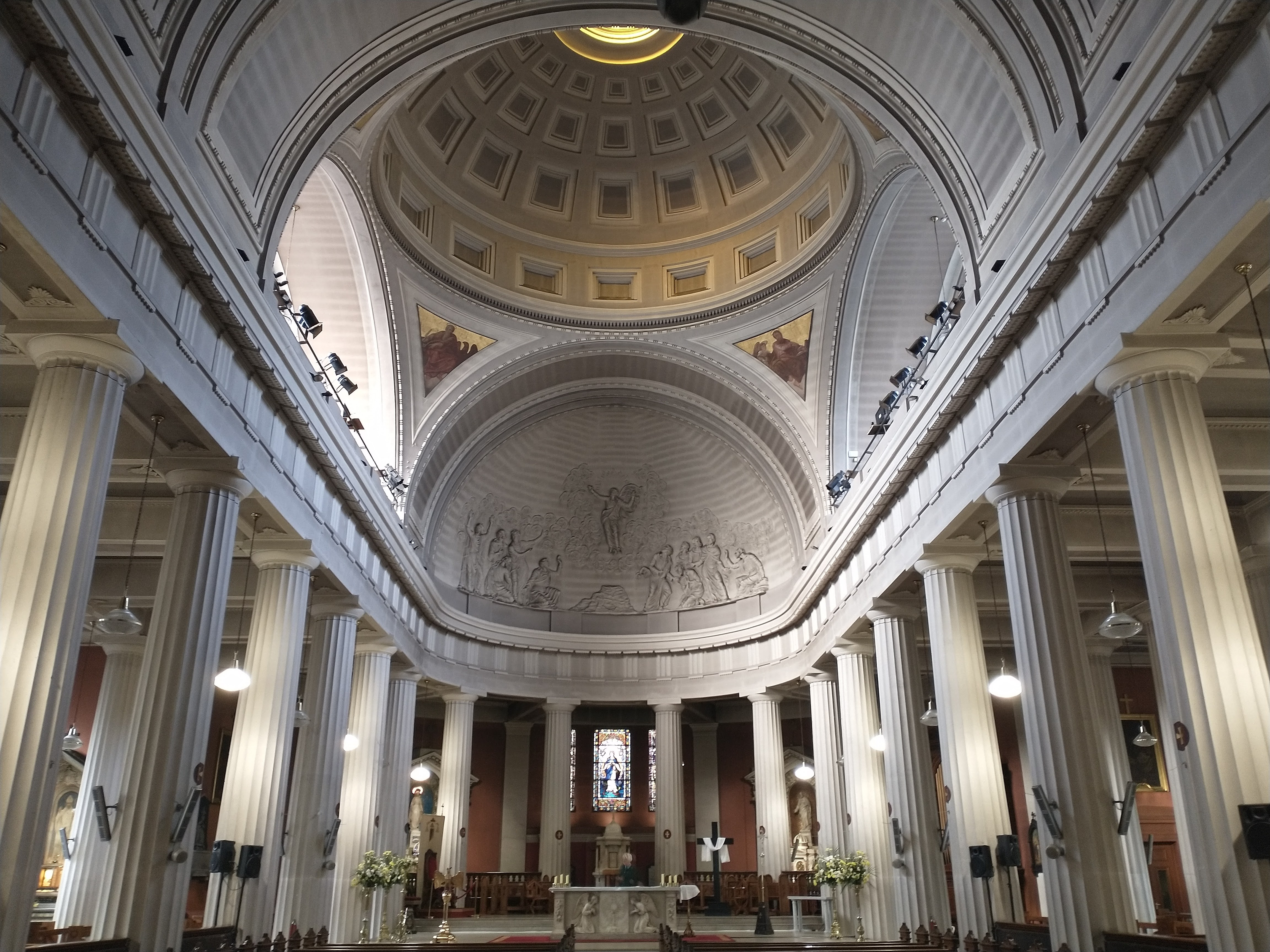
Wnętrze
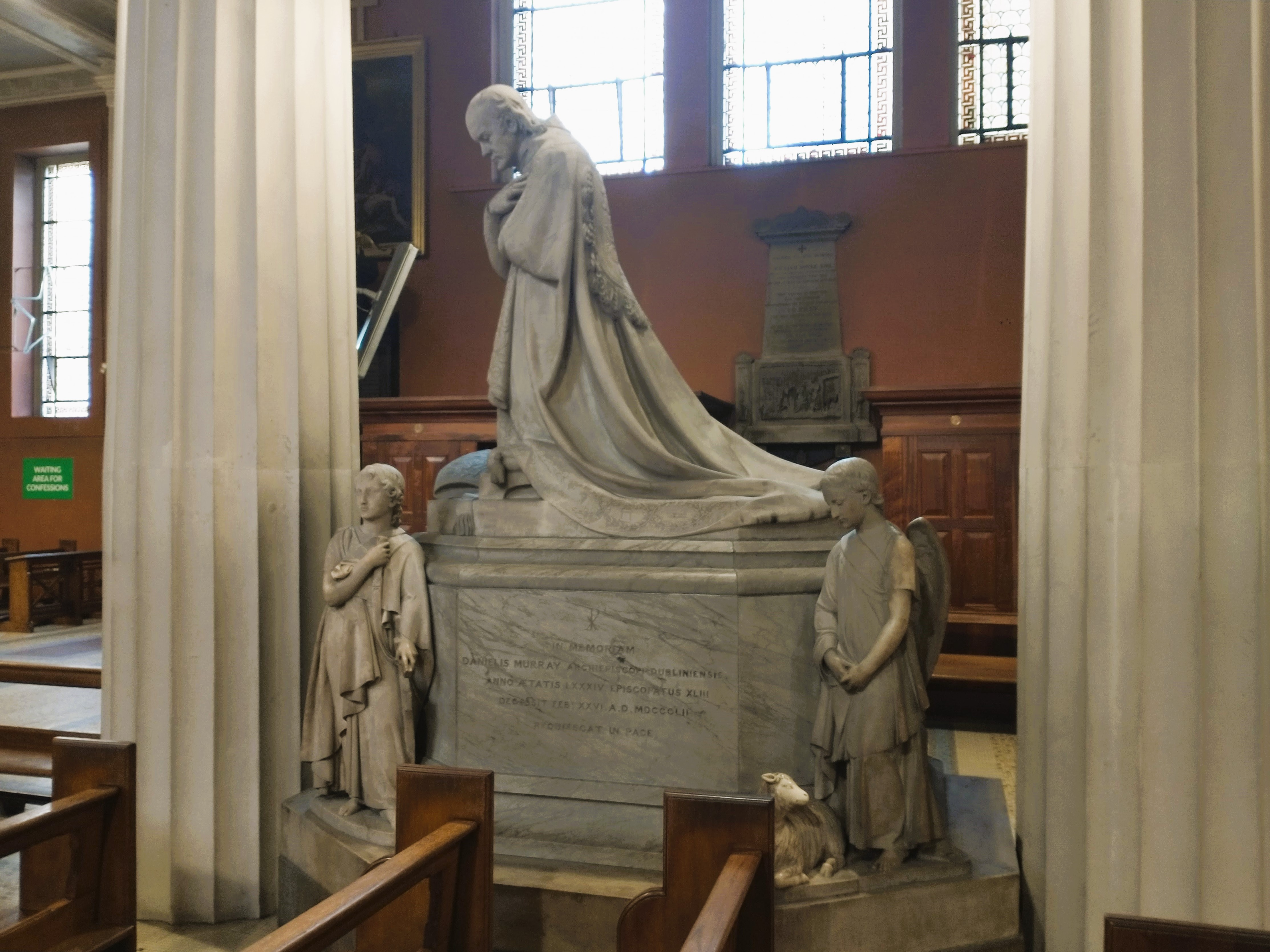
Nagrobek abpa Daniela Murraya